# Élections législatives irakiennes de décembre 2005

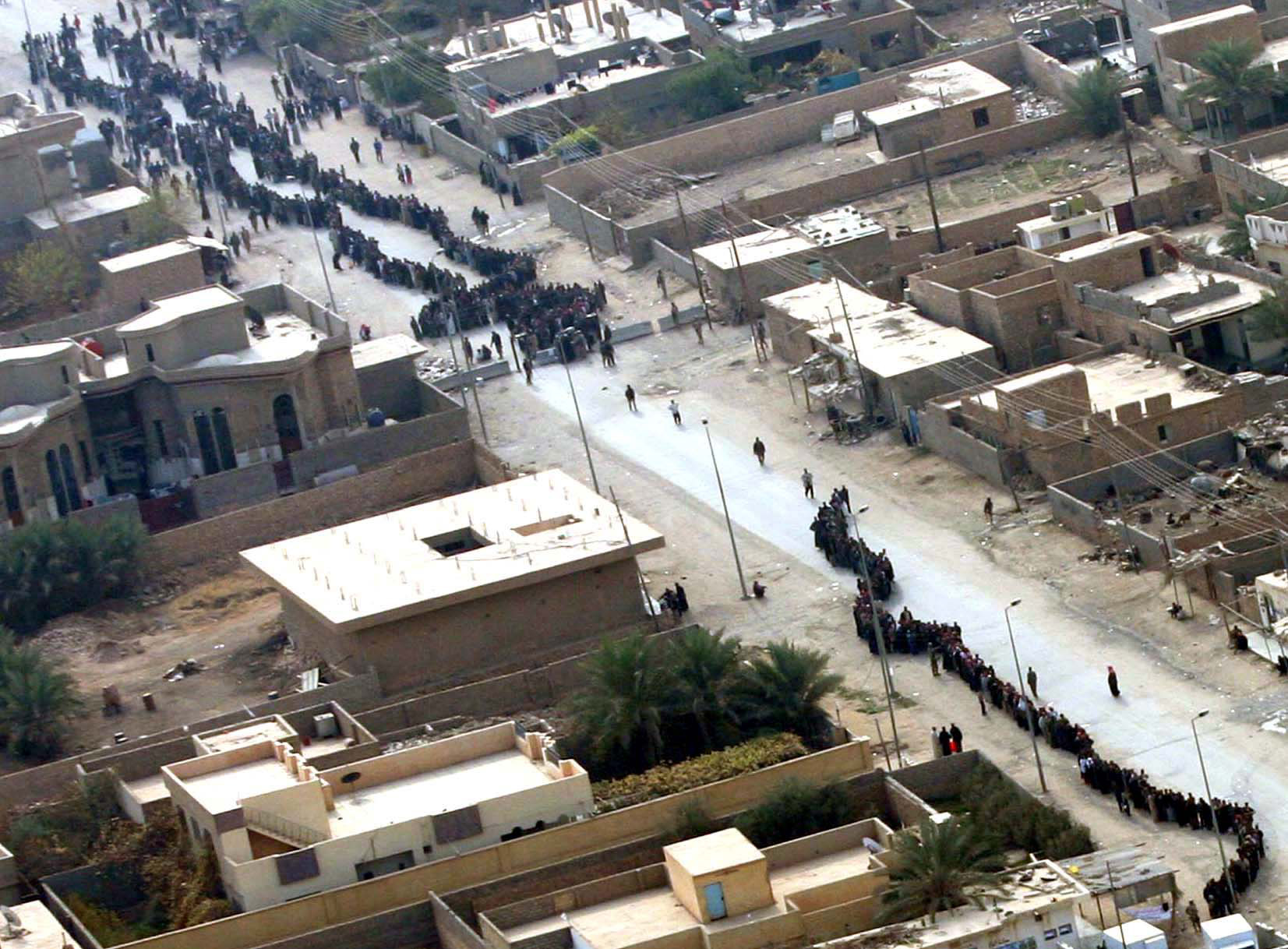
Une file d'attente pour le vote.

Après la ratification de la nouvelle constitution de l'Irak le 15 octobre 2005 dans le contexte des violences de la guerre d'Irak, une nouvelle élection générale s'est tenue le 15 décembre pour élire les 275 membres du Conseil des Représentants de façon permanente.
Cette élection a été la deuxième en Irak pour l'année 2005 après celles de janvier. Avec un taux de participation important de 79,6 %, Elle a été marquée par une abstention massive de la minorité sunnite.
Elle donnera lieu à de nouvelles discussions sous le gouvernement de transition pour former le gouvernement al-Maliki de mai 2006.

## Tableau des résultats
| Alliance électorale                                               | Votes          | Votes       | Sièges | gain/perte |
| ----------------------------------------------------------------- | -------------- | ----------- | ------ | ---------- |
| Alliance électorale                                               | Nombre de voix | Pourcentage | Sièges | gain/perte |
| Alliance irakienne unifiée (chiite)                               | 5,021,137      | 41.2        | 128    | -12        |
| Alliance patriotique démocratique du Kurdistan                    | 2,642,172      | 21.7        | 53     | -22        |
| Front d'accord irakien (Parti islamique irakien, sunnite, etc.)   | 1,840,216      | 15.1        | 44     | +44        |
| Liste nationale irakienne                                         | 977,325        | 8.0         | 25     | -15        |
| Front national irakien du dialogue                                | 499,963        | 4.1         | 11     | +11        |
| Union islamique kurde                                             | 157,688        | 1.3         | 5      | +5         |
| Les tenants du message (Al-Risaliyun)                             | 145,028        | 1.2         | 2      | +2         |
| Bloc de réconciliation et de libération                           | 129,847        | 1.1         | 3      | +2         |
| Front turkmène                                                    | 87,993         | 0.7         | 1      | -2         |
| Liste Rafidain                                                    | 47,263         | 0.4         | 1      | 0          |
| Liste Mithal al-Alusi                                             | 32,245         | 0.3         | 1      | +1         |
| Mouvement Yazidi pour la réforme et le progrès                    | 21,908         | 0.2         | 1      | +1         |
| Cadres et élites nationaux indépendants                           |                |             | 0      | -3         |
| Organisation de l'action islamique en Iraq - Commandement central |                |             | 0      | -2         |
| Alliance nationale démocratique                                   |                |             | 0      | -1         |
| Total (participation 79,6 %)                                      | 12 396 631     |             | 275    |            |